# Omar Abidi
Omar Abidi (nascut el 15 d'agost del 1983 a Paddington, Londres, Anglaterra d'ascendència àrab i portuguesa) és un músic britànic. Actualment (i des de l'any 2003) és integrant del grup de Post-hardcore britànic Fightstar, on exerceix de bateria.

## Discografia

### Amb Fightstar
- 2005: They Liked You Better When You Were Dead
- 2006: Grand Unification
- 2007: One Day Son, This Will All Be Yours
- 2008: Alternate Endings
- 2009: Be Human